# Mario Carelli
Mario Carelli (Macerata, 14 dicembre 1899 – 14 settembre 1992) è stato un politico italiano.